# Jeroni Batlle i Torrella
Jeroni Batlle i Torrella   (Matadepera, 1589 - la Seu d'Urgell, 1629) va ser un monjo agustí, doctor en teologia i predicador. Va ser rector del Col·legi de Sant Guillem de Barcelona, vicari provincial del Principat de Catalunya, prior del convent dels agustins de Lleida i lector d'escriptura de la Catedral d'Urgell.